# High Speed! Free! Starting Days
High Speed! Free! Starting Days (映画 ハイ☆スピード！-Free! Starting Days-, Eiga Hai Supīdo! Free! Starting Days) é um filme animado japonês produzido pela Kyoto Animation e Animation Do. O enredo é vagamente baseado no segundo volume de High Speed!, uma light novel de Koji Oji, que inspirou a série televisiva Free!. O filme centra-se em Haruka Nanase como um estudante do ensino médio, no qual ele e seus amigos aprendem o significado do trabalho em equipe quando se juntam à equipe de natação.
High Speed! Free! Starting Days foi lançado nos cinemas japoneses em todo o país em 5 de dezembro de 2015, ocupando o quinto lugar no fim de semana de estreia e sendo indicado para Melhor Filme no Newtype Anime Awards. A Funimation, por sua vez, licenciou o filme para o lançamento na América do Norte em 2018, juntamente com Free! Timeless Medley e Free! Take Your Marks.

## Produção
Em 22 de março de 2015, a Kyoto Animation anunciou durante um evento que um filme de High Speed! (ハイ☆スピード！, Hai Supīdo!), uma light novel de Koji Oji que inspirou a série televisiva Free!, seria produzido. O filme é uma vaga adaptação do segundo volume, que também foi escrito por Oji.
Vários membros do elenco da série de televisão voltaram a reprisar seus papéis, incluindo Nobunaga Shimazaki, Tatsuhisa Suzuki, Mamoru Miyano e Yoshimasa Hosoya. Yasuhiro Takemoto, por sua vez, foi anunciado como diretor do filme, enquanto vários membros da equipe que trabalharam na série de TV também retornaram, como o escritor Masahiro Yokotani, o diretor de arte Joji Unogochi e o compositor Tatsuya Kato. Em setembro de 2015, o site oficial do filme anunciou novas adições ao elenco, incluindo Toshiyuki Toyonaga como Asahi, Kouki Uchiyama como Ikuya, Kenji Nojima como Natsuya e Satoshi Hino como Nao. Nagisa Hazuki e Rei Ryugazaki, dois personagens do elenco principal do seriado, aparecem no filme com papéis menores.
High Speed! Free! Starting Days foi lançado nos cinemas em 5 de dezembro de 2015. A canção-tema do filme, "Aching Horns", teve a performance da Oldcodex. A música foi lançada como single em 18 de dezembro de 2015. Ela estreou na décima posição da Oricon, permanecendo por oito semanas. A Funimation adquiriu os direitos do filme para distribuição na América do Norte, junto com Free! Timeless Medley e Free! Take Your Marks. Todos os filmes foram lançados em outubro de 2018.

## Recepção
High Speed! Free! Starting Days estreou no quinto lugar em 120 cinemas do país, vendendo mais de sessenta mil ingressos nos dois primeiros dias e ganhando 95.546.400 ienes. No total, o filme faturou 691 milhões de ienes.
O lançamento caseiro estreou em no topo dos rankings de DVD e Blu-ray da Oricon. A edição limitada do lançamento do Blu-ray vendeu 14.642 cópias em sua primeira semana. A edição limitada do lançamento do DVD estreou na liderança com 9.677 cópias vendidas em sua primeira semana, enquanto a edição regular estreou na décima terceira posição com 822 DVDs vendidos.
High Speed! Free! Starting Days ficaram em 5.º lugar no prêmio de Melhor Filme no Newtype Anime Awards de 2015-2016. O filme também ficou em 3.º lugar na categoria "Animação do Ano pelos fãs" do Tokyo Anime Award de 2017, com um total de 16.094 votos.

## Trilha sonora
A trilha sonora original foi produzida por Tatsuya Kato e lançada em 16 de dezembro de 2015, sob o nome de High Speed! Free! Starting Days Original Soundtrack: Pure Blue Scenes (『映画 ハイ☆スピード!-Free! Starting Days-』オリジナルサウンドトラック「Pure Blue Scenes」). Ela estreou na quadragésima segunda posiçõa da Oricon, permanecendo por três semanas.

## Em outras mídias
Para promover o filme, uma adaptação em mangá foi lançada com a arte de Shiori Teshirogi.
| ハイ☆スピード! コミカライズ 上巻 (Hai Supīdo! Komikaraizu Ue-maki) |

| ハイ☆スピード! コミカライズ 下巻 (Hai Supīdo! Komikaraizu Shita-maki) |